# Kiranti
Kiranti – grupa języków należących do grupy tybeto-birmańskiej, używanych przez szereg ludów zamieszkujących wschodni Nepal, takich jak Bahing, Dhimal, Khambu, Limbu, Rai i inne, określanych łącznie jako Kirata.